# Роберт Халлам
Роберт Геллем (14 століття , Оксфорд  — 4 вересня 1417 , Готтлібен, Тургау ) — англійський церковний діяч, єпископ Солсбері та представник Англії на Констанцькому соборі. Обирався канцлером Оксфордського університету з 1403 по 1405 рік.

## Життєпис
Роберт Геллем був родом із Чеширу на півночі Англії. Він здобув освіту в Оксфордському університеті. Як канцлер досяг того, що він, керівництво та всі інші викладачі в університеті були помиловані королем Генріхом IV. Після відходу з посади канцлера він був номінований у травні 1406 року Папою Інокентієм VII як архієпископ Йоркський, але того ж року король Генріх IV наклав на це призначення вето.  Однак у 1407 році Геллем був висвячений  Папою Григорієм XII у Сієні на єпископа Солсбері .  Як єпископ, Геллем підтримував різні церкви та святині у своїй єпархії, надаючи єпископські індульгенції.
На Пізанському соборі 1409 року Геллем був одним із представників Англії. 6 червня 1411 року антипапа Іван XXIII (Кардинал Балдасар Косса) заявив, що зробив Геллем псевдокардиналом, але цей титул не був визнаний.
На Соборі в Констанці в листопаді 1414 року Геллем був головним англійським посланцем. Там він зайняв визначну позицію, як прихильник церковної реформи та переваги Собору перед Папою. Він відігравав провідну роль у дискусіях, які призвели до зміщення антипапи Івана XXIII 29 травня 1415 року, але був менш стурбований процесами над Яном Гусом та Ієронімом Празьким. Сигізмунд, імператор Священної Римської імперії, через вплив якого була зібрана рада, був відсутній протягом усього 1416 року з дипломатичною місією у Франції та Англії; але коли він повернувся до Констанца у січні 1417 року як відкритий союзник англійського короля, Геллем як довірений представник Генріха V здобув ще більшого значення і зумів підкреслити англійський престиж, виголосивши вітальну адресу до Сигізмунда. Згодом, під керівництвом Генріха, він підтримав імператора в спробах забезпечити реформу Церкви, перш ніж собор розпочав вибори нового Папи. Це питання було ще не вирішеним, коли Геллем раптово помер 4 вересня 1417 року.  Його виконавцями були майстри Річард Голлум, Джон Файтон, Джон Гікке, з Вільямом Клінтом, Томасом Галумом, Томасом Фокісом та Гамфрі Роделі.
Після смерті Геллема кардинали змогли забезпечити негайне обрання нового Папи Мартина V, який був обраний 11 листопада: було сказано, що англійці не впливали на події через смерть Геллема, але більш імовірно, що Генріх V, передбачаючи можливу необхідність зміни фронту, надав Геллему дискреційні повноваження, якими користувалися наступники єпископа. Сам Геллем мав довіру Сигізмунда і в цілому мав значний вплив завдяки своїй незалежності. Він був похований у Соборі Констанції, де його гробниця біля головного вівтаря позначена латунню англійської роботи.